# Diamond Zahra
Zahra Muhammad, también conocida como Diamond Zahra o Zahra Buzuwa (nacida el 25 de marzo de 1996), es una actriz nigerina.

## Biografía
Muhammad nació en Tahoua, pero asistió a su educación primaria y secundaria en Maradi, en la República de Níger. Es de etnia tuareg.

## Carrera
Se mudó a Nigeria para unirse a la industria cinematográfica de Kanywood en 2018. La película que le dio protagonismo fue "Zuma Da Madaci (2018). Desde entonces, ha protagonizado varias películas hausa como Hanan, Barrister Kabeer, Gidan Sirikai, Sirrin So (Serie) y Yaudara. También ha participado en numerosas canciones hausa con músicos hausa como Hamisu Breaker, Garzali Miko y Umar M Shariff.